# Marchowo
Marchowo – część wsi Koleczkowo w Polsce, położona w województwie pomorskim, w powiecie wejherowskim, w gminie Szemud, na obrzeżach Trójmiejskiego Parku Krajobrazowego, w pobliżu jezior Marchowo Wschodnie i Marchowo Zachodnie. Wchodzi w skład sołectwa Koleczkowo.
W latach 1975–1998 Marchowo administracyjnie należało do województwa gdańskiego.